# فردریک ادوین چرچ

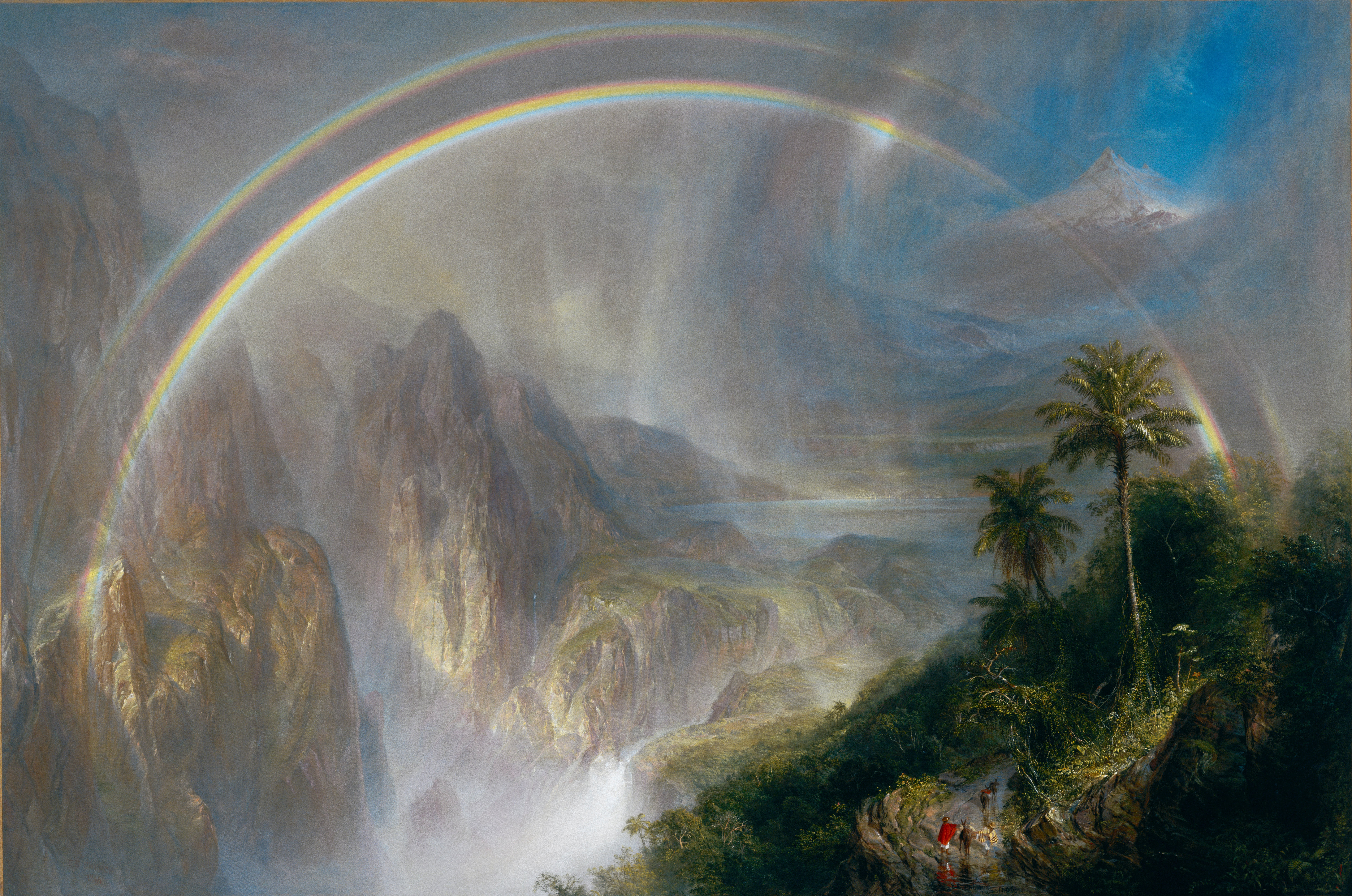
تابلو نقاشی فصل باران در منطقه گرمسیری اثر فردریک ادوین چرچ

فردریک ادوین چرچ (۴ مه ۱۸۲۶ – ۷ آوریل ۱۹۰۰) متولد هارتفورد (کنتیکت)، نقاش آمریکایی بود که از در آثارش از نقاشی منظره و مکتب هادسون ریور پیروی می‌کرد. وی به توجه زیاد به بعد معنوی در آثارش شهرت دارد.

## تأثیرها
چرچ از همبلت پدر جغرافیای نو تأثیر بسیار پذیرفت حتی در خانه‌ای زندگی می‌کرد که قبلاً همبلت در آن سکونت داشت. آثار این هنرمند هم‌اکنون در موزه متروپلیتن نیویورک نگهداری می‌شود.

## نگارخانه

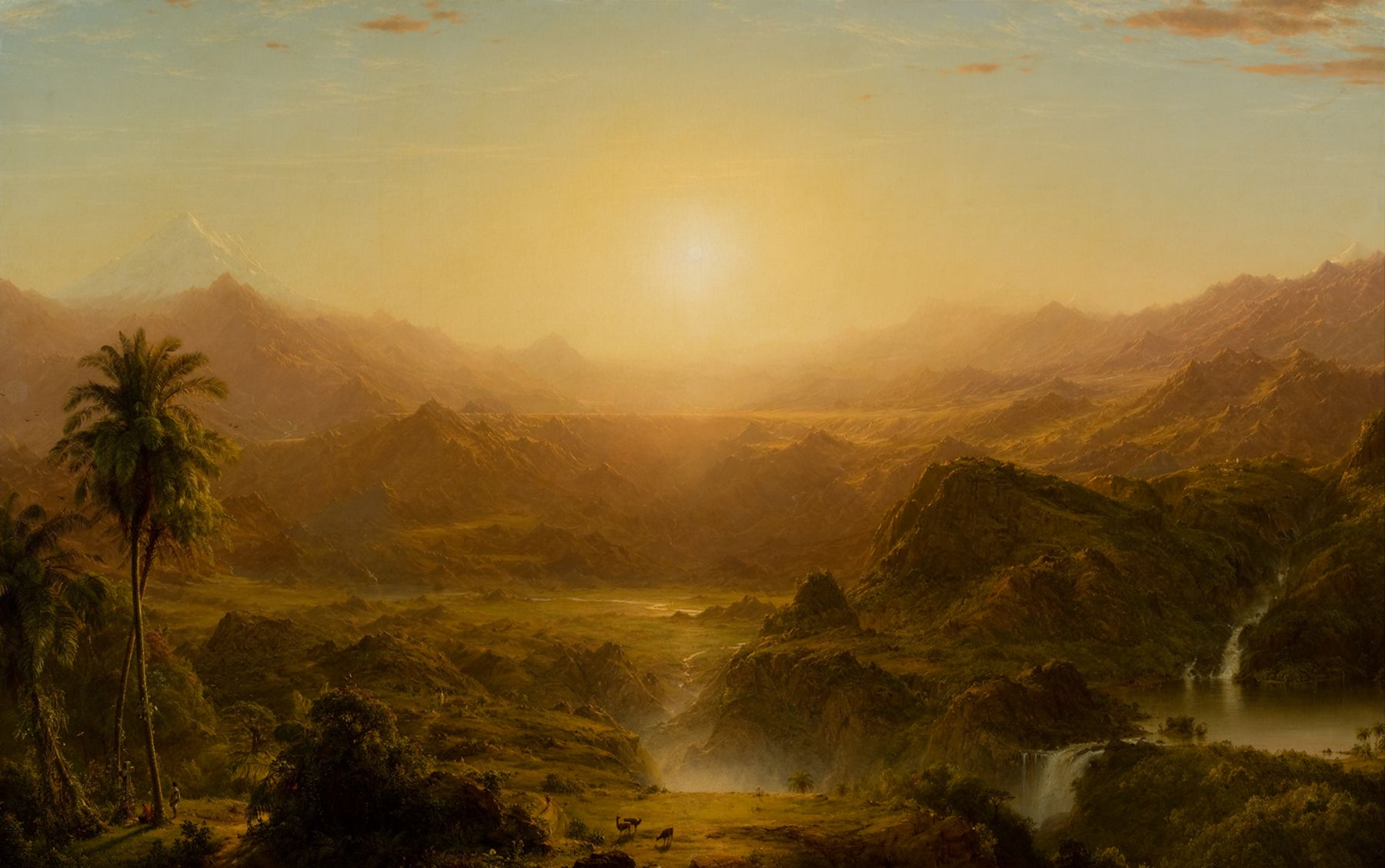
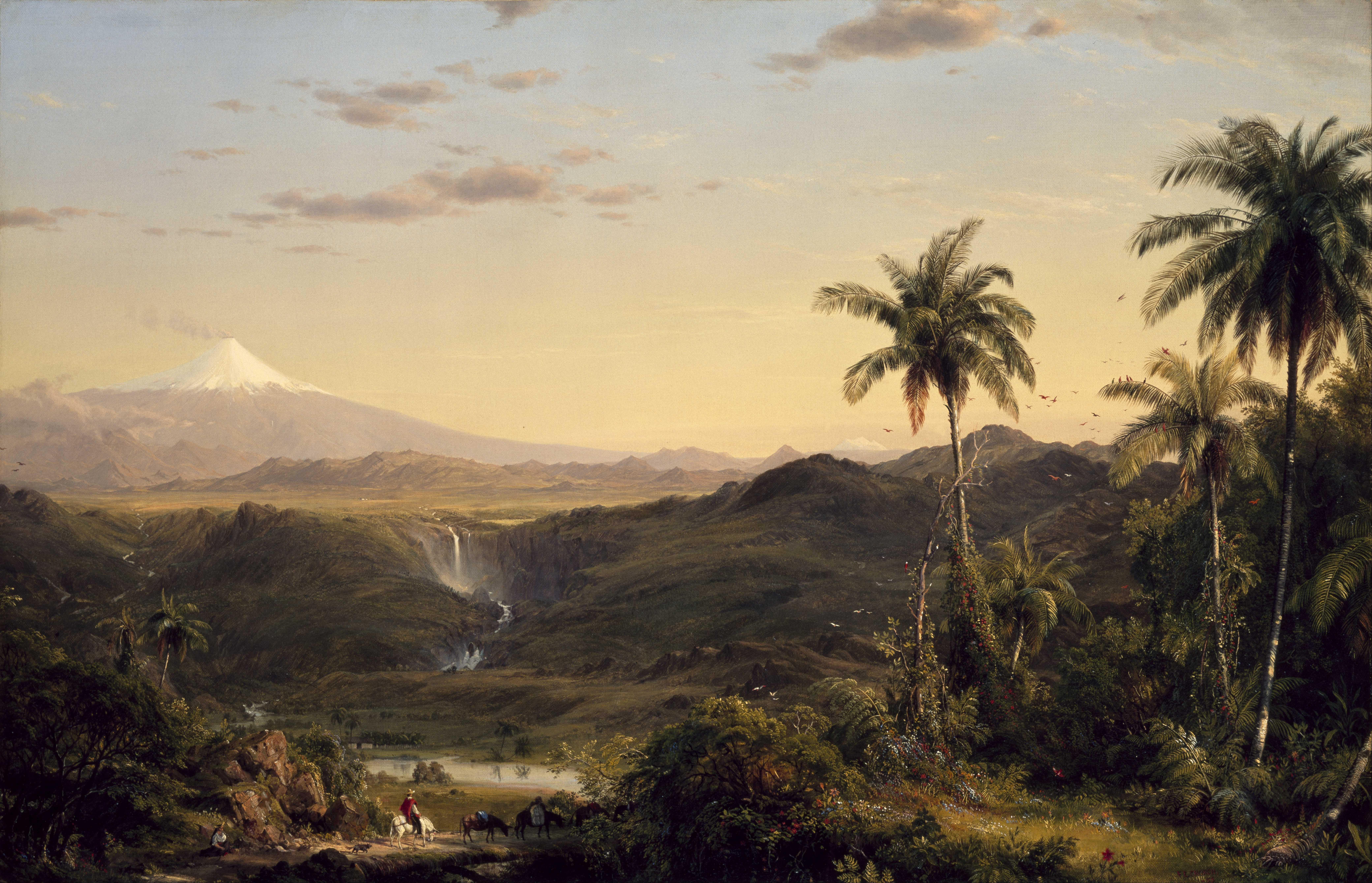
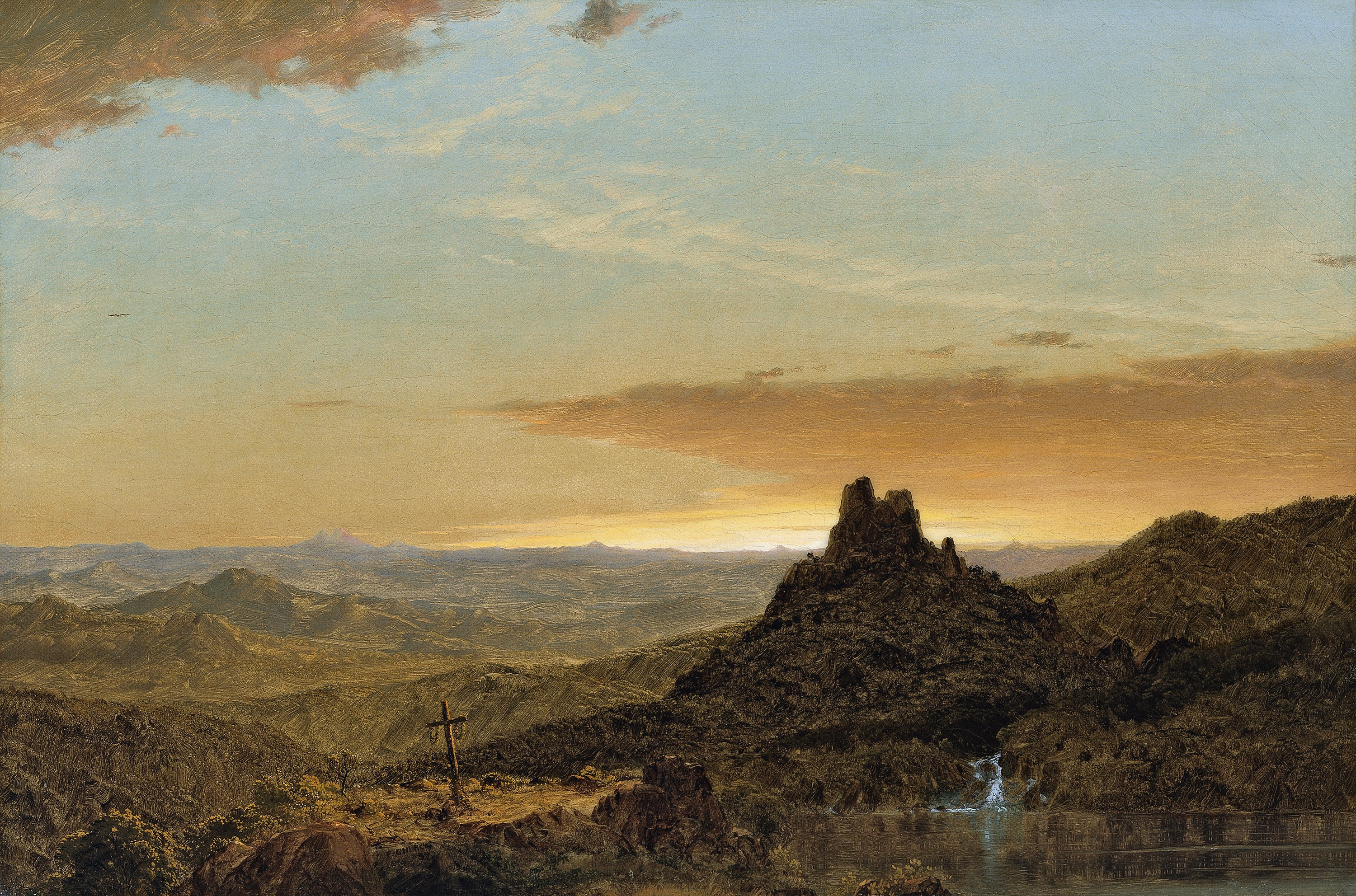
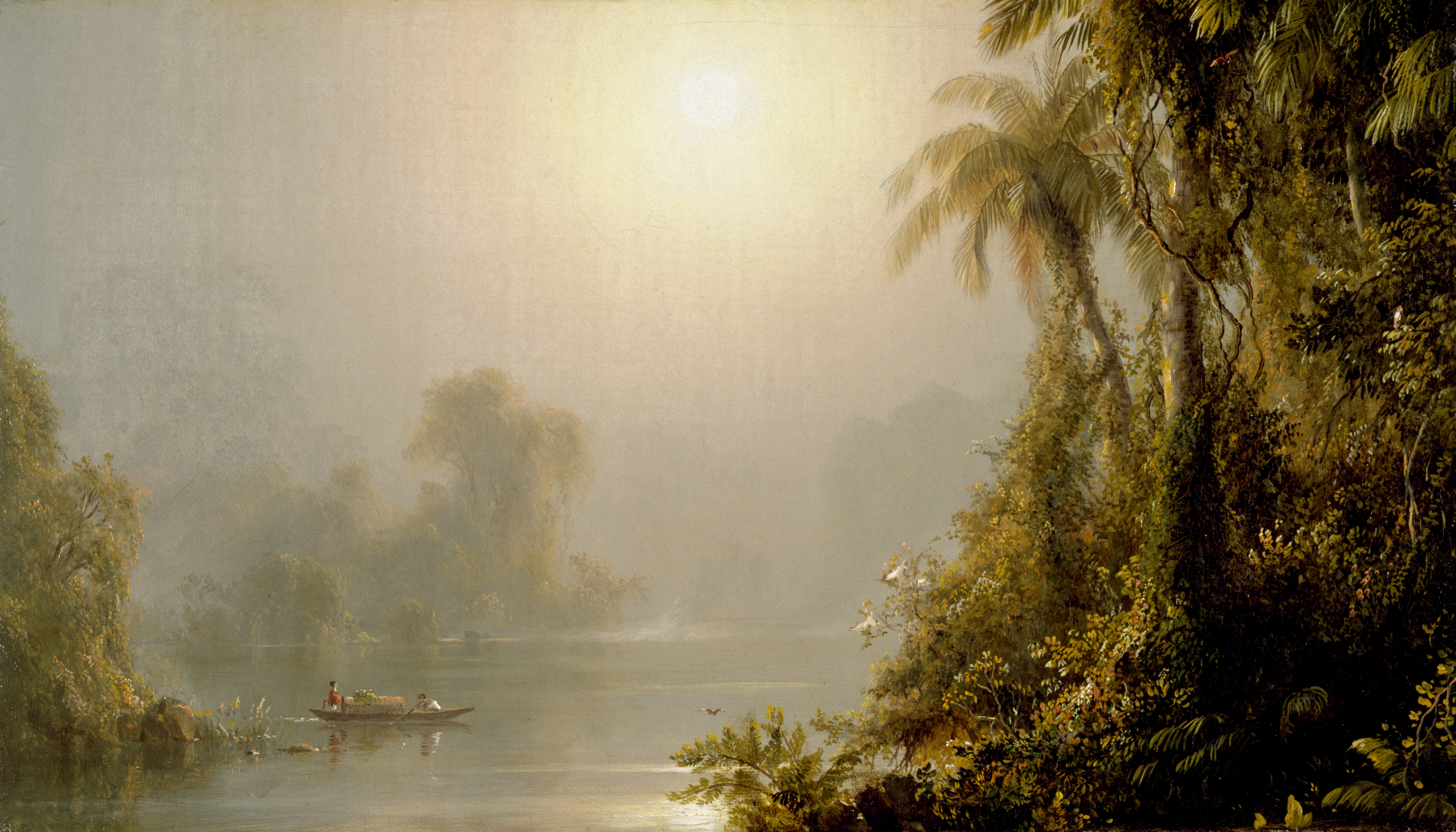
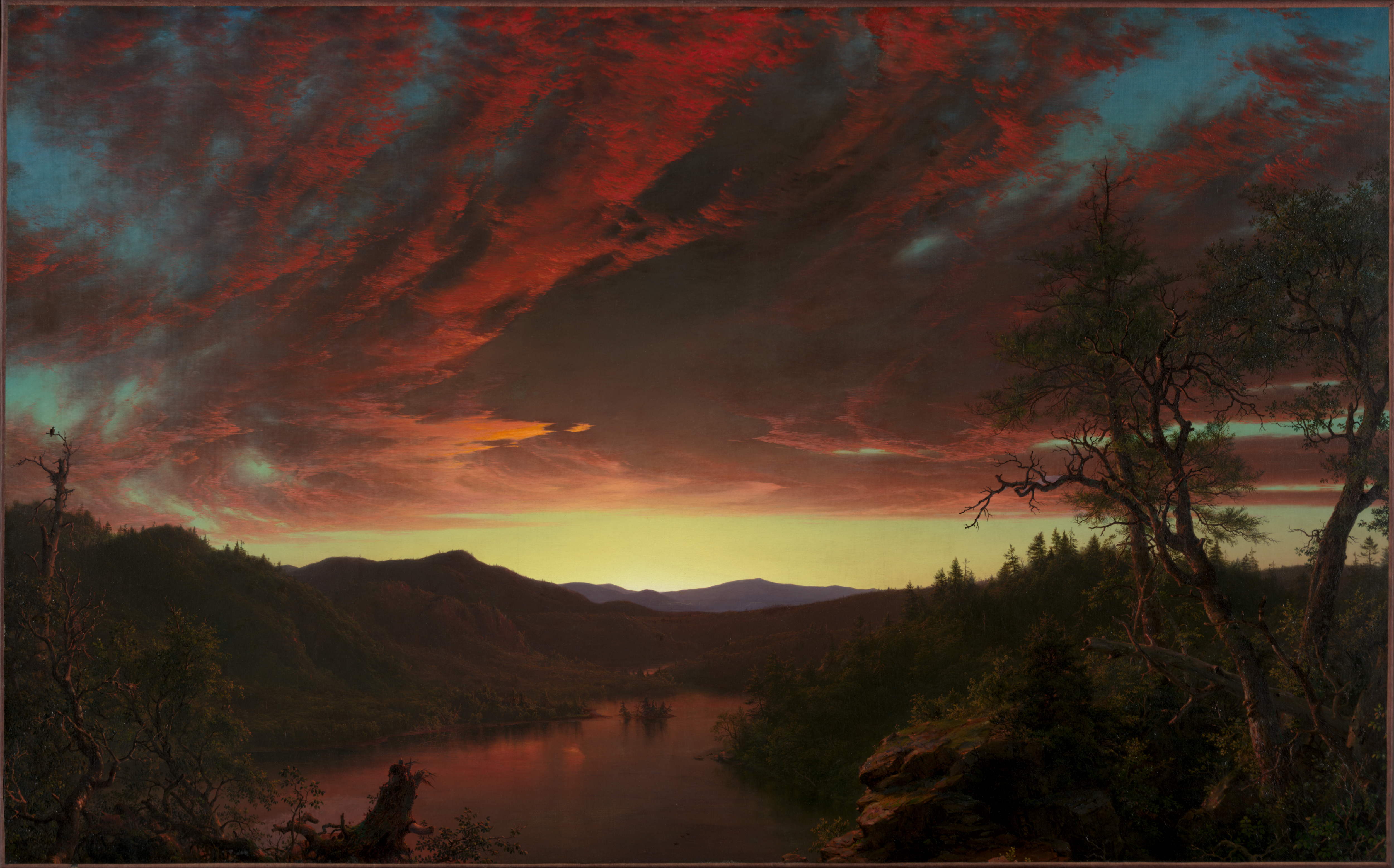
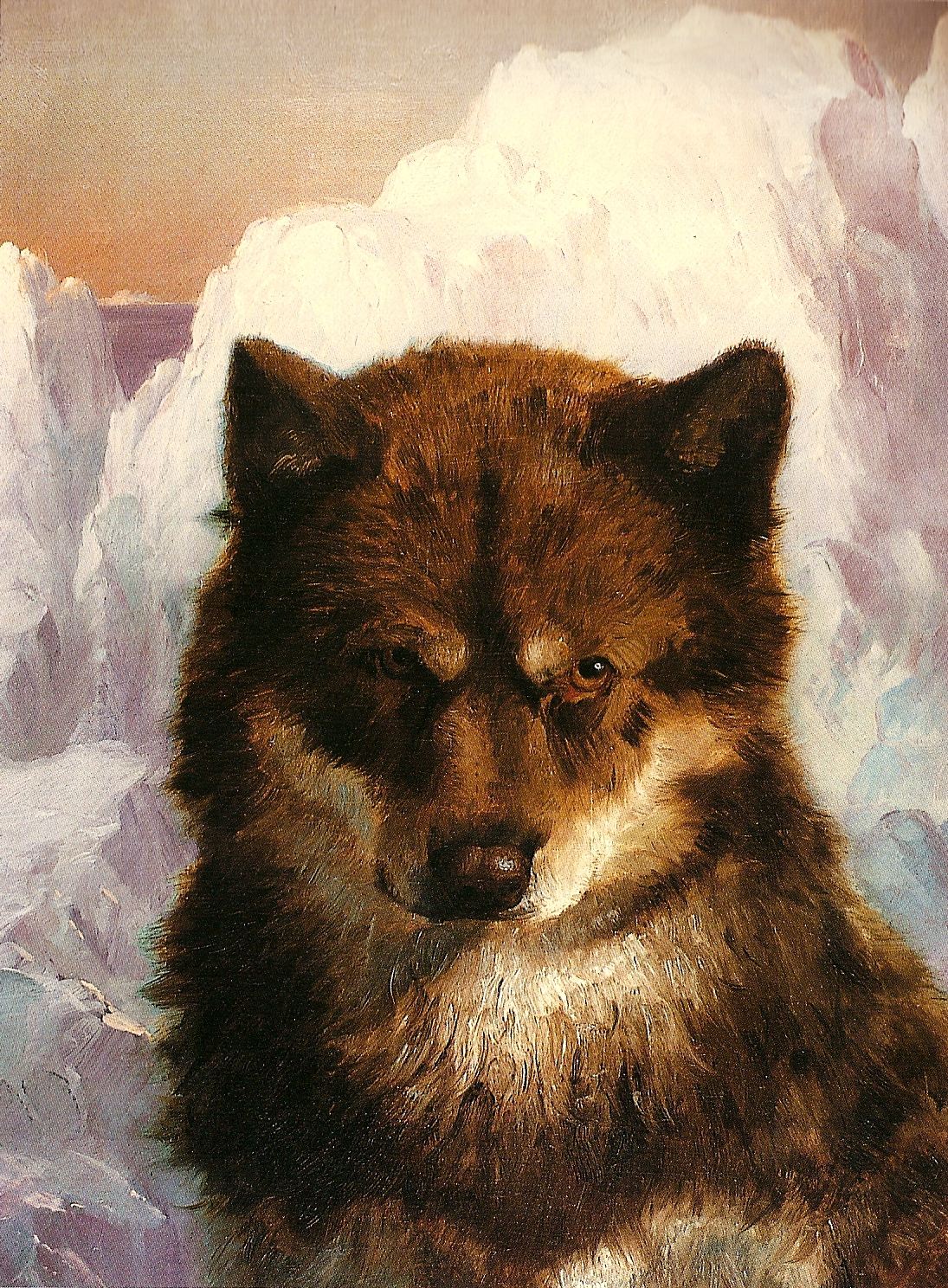
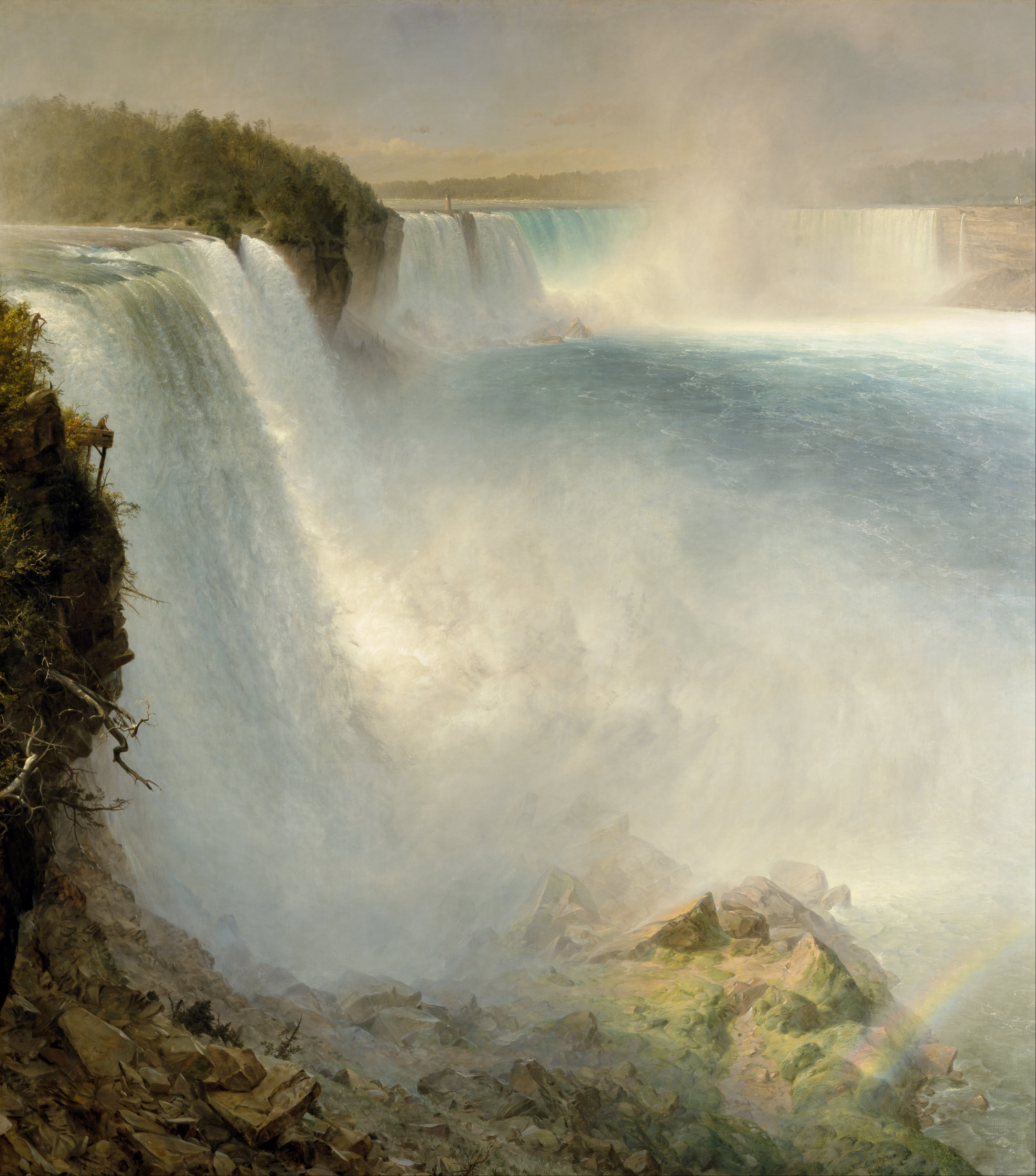
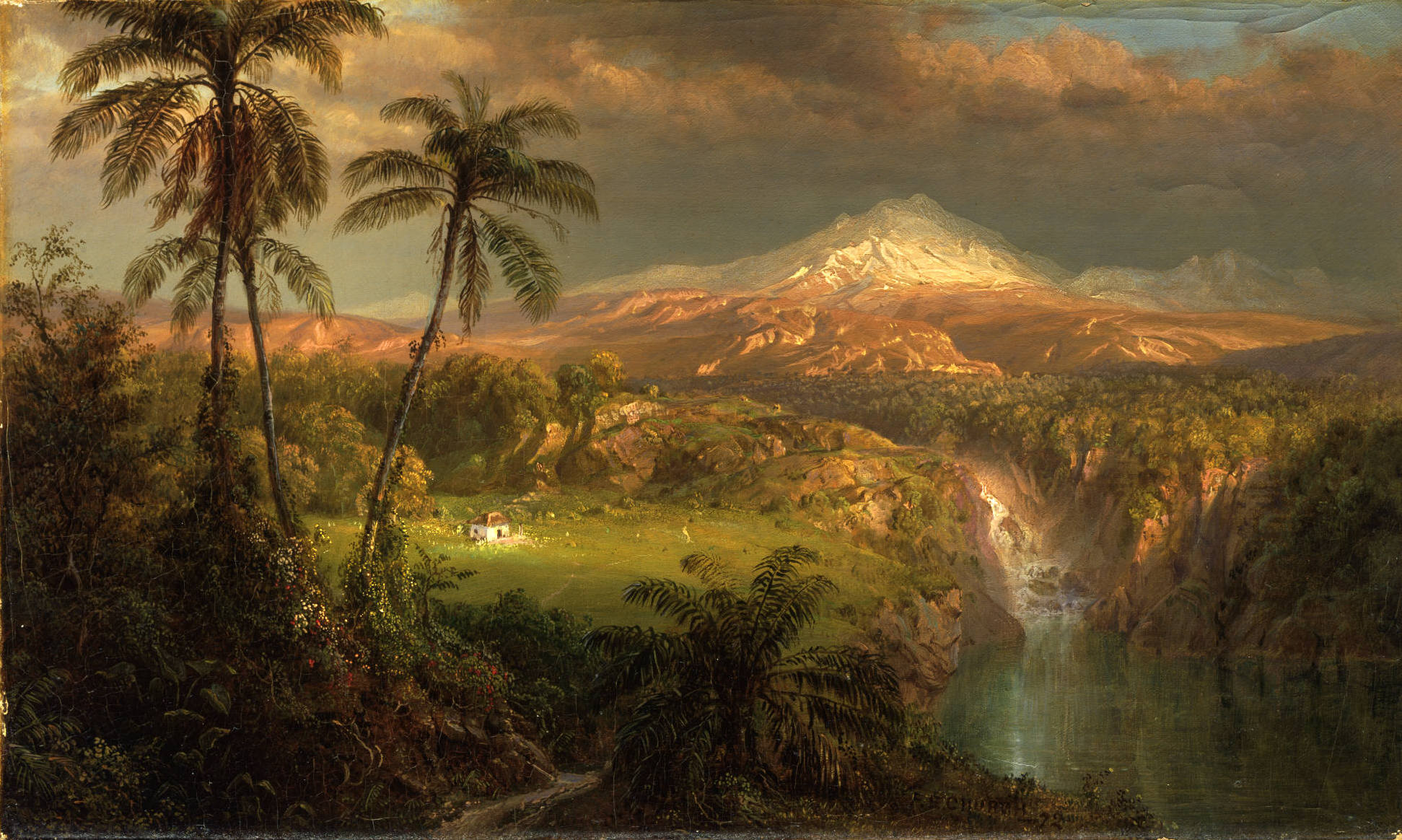
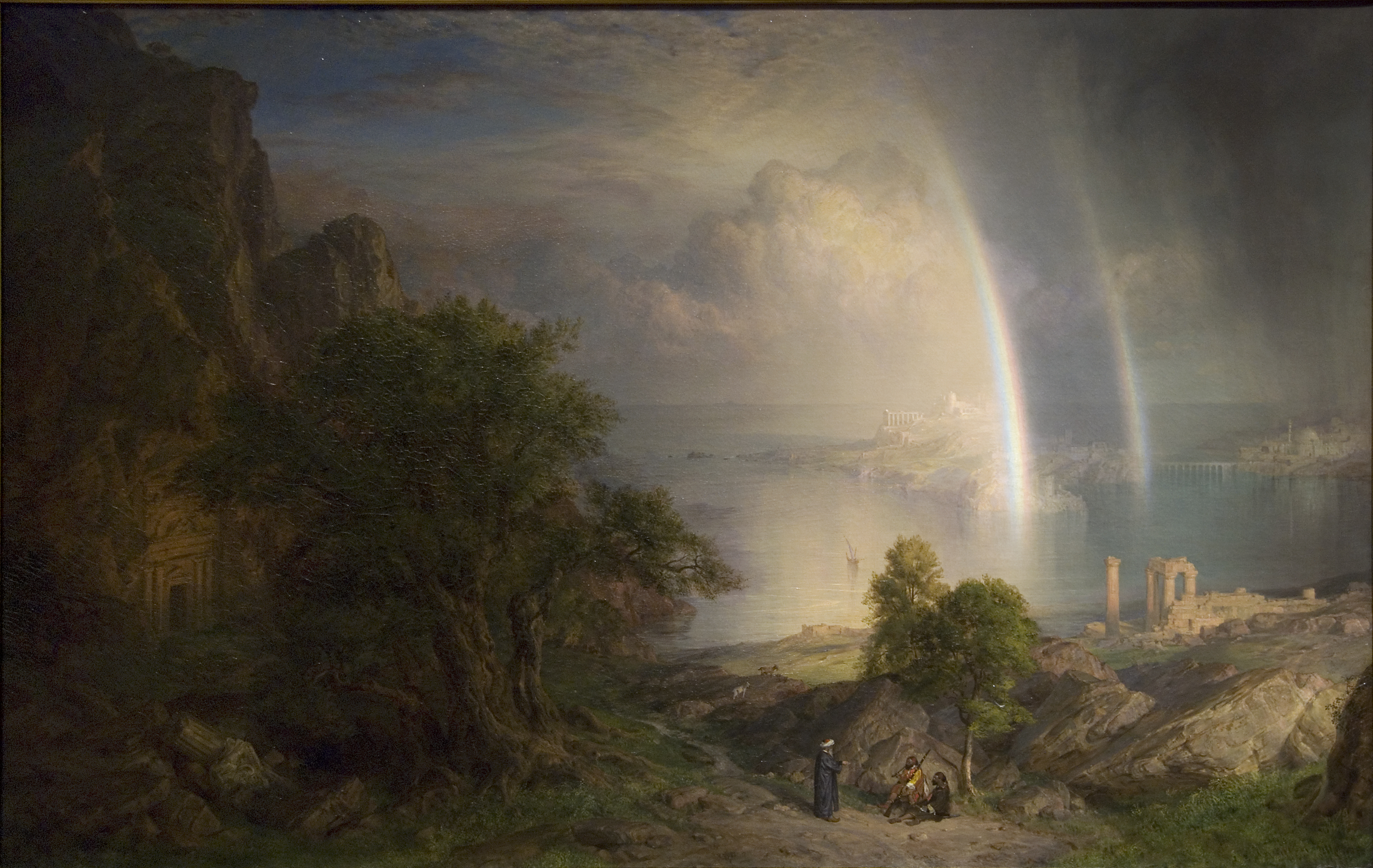
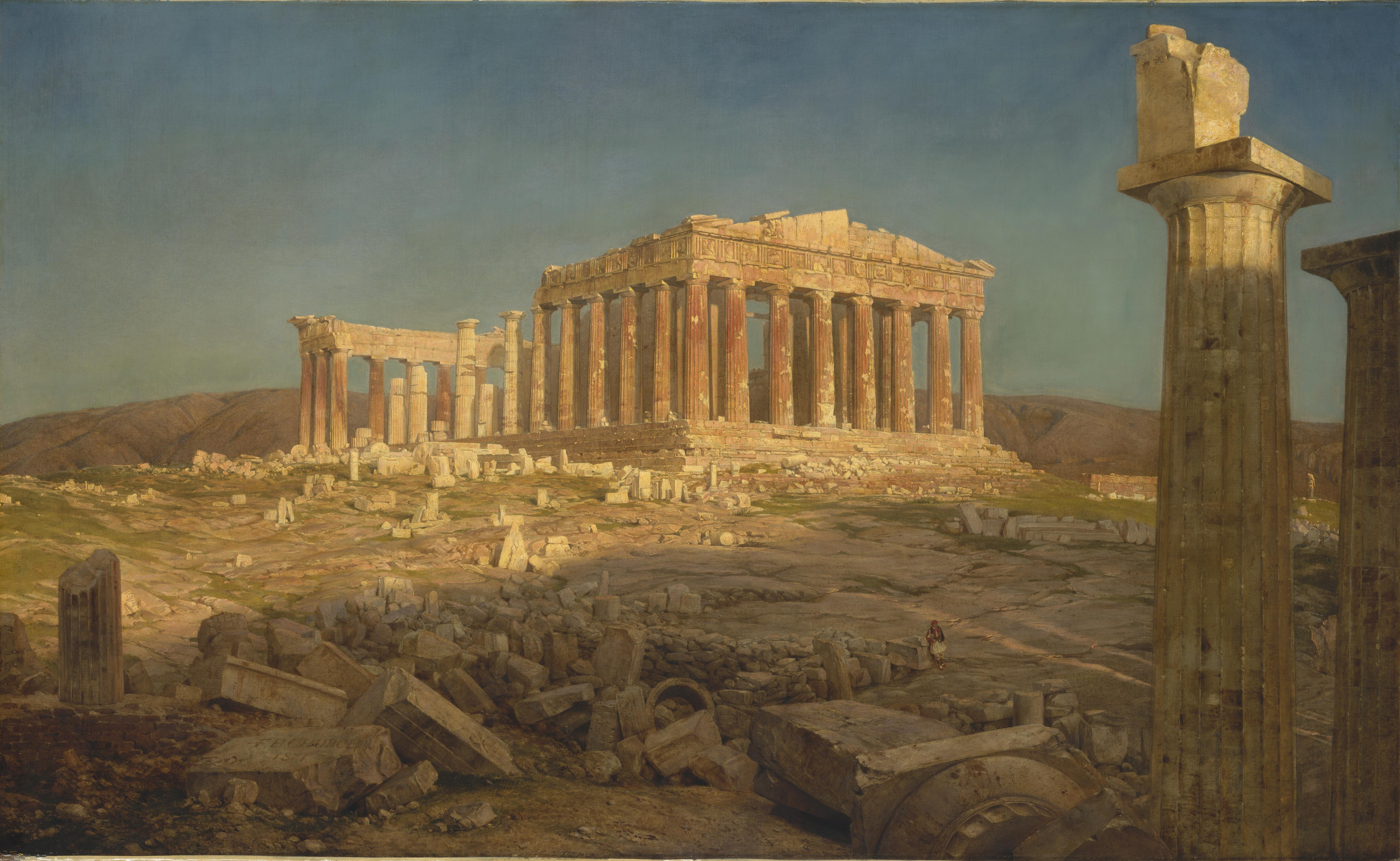
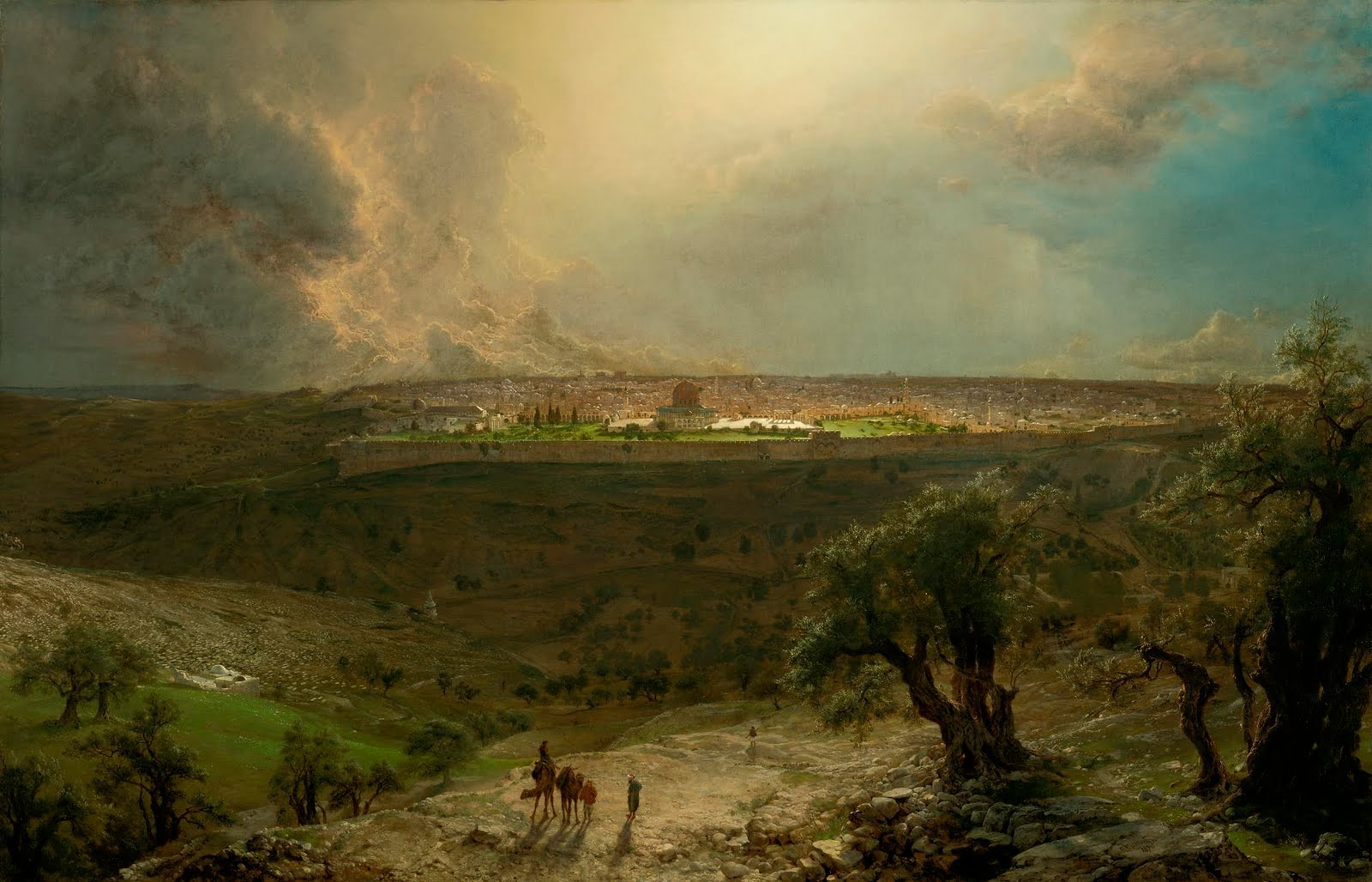
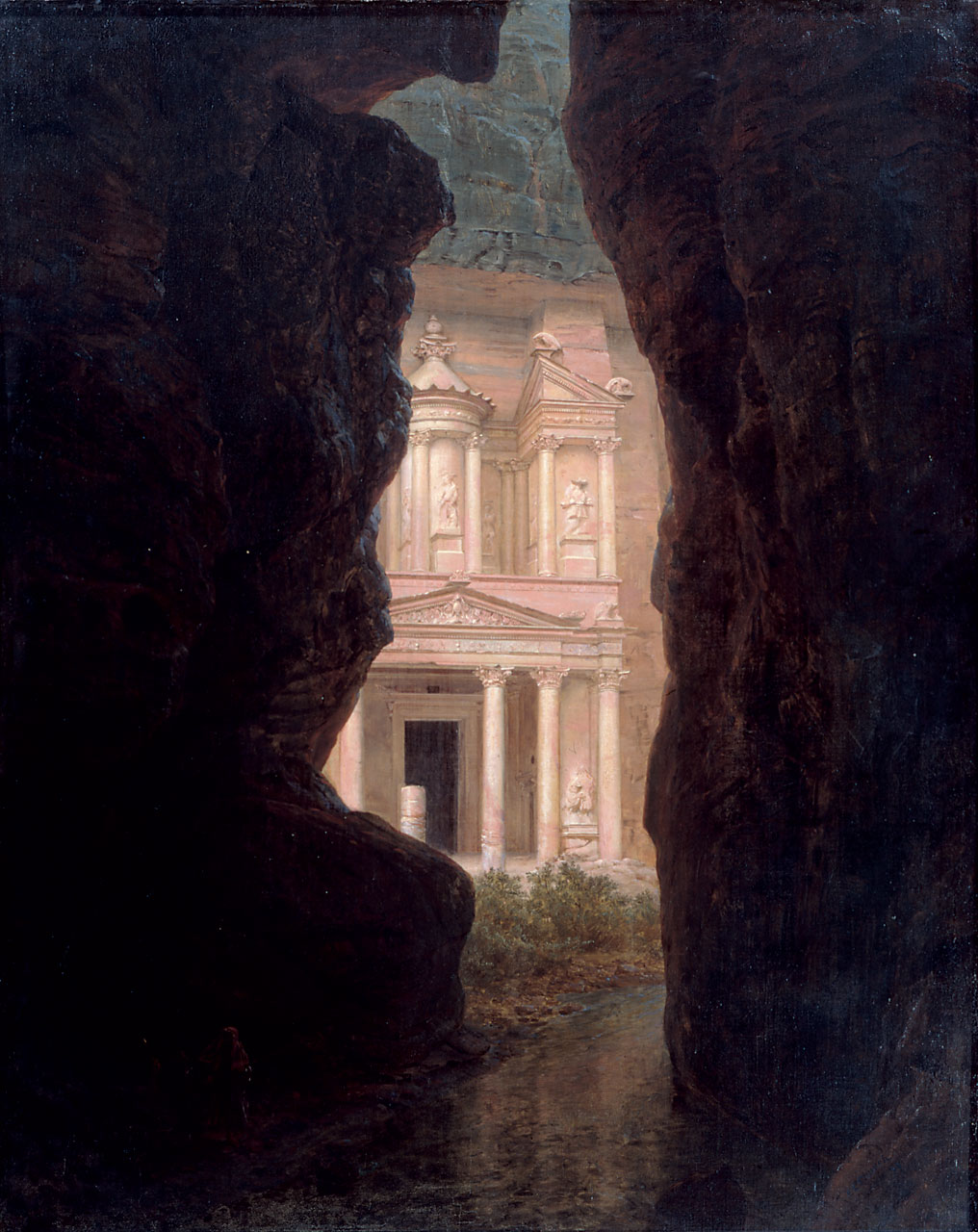
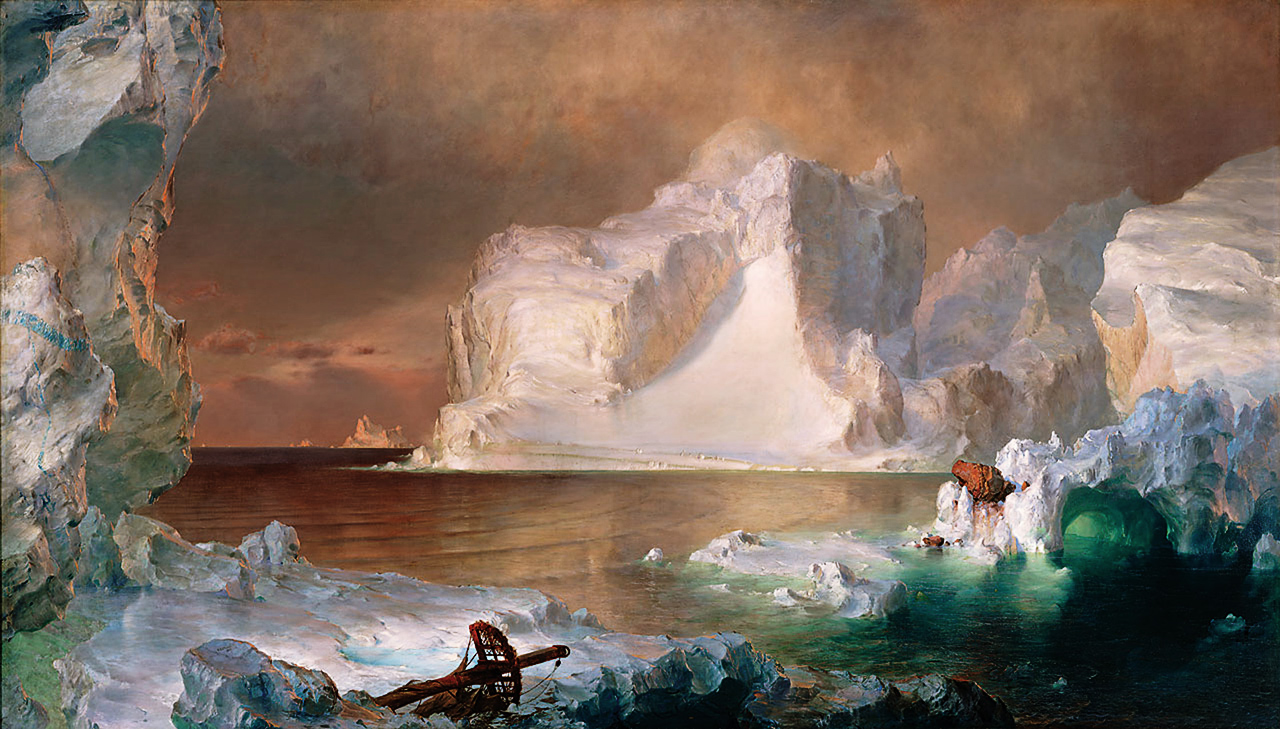